# Thường Phước 2
Thường Phước 2 là một xã thuộc huyện Hồng Ngự, tỉnh Đồng Tháp, Việt Nam.

## Địa lý
Xã Thường Phước 2 nằm ở phía tây huyện Hồng Ngự, có vị trí địa lý:
- Phía đông giáp xã Thường Lạc
- Phía tây giáp tỉnh An Giang với ranh giới là sông Tiền
- Phía nam giáp thị trấn Thường Thới Tiền
- Phía bắc giáp xã Thường Phước 1 và xã Thường Thới Hậu A.

Xã Thường Phước 2 có diện tích 30,04 km², dân số năm 2018 là 8.840 người, mật độ dân số đạt 268 người/km².

## Lịch sử
Địa bàn xã Thường Phước 2 trước đây là một phần các xã Thường Phước và Thường Thới Tiền thuộc huyện Hồng Ngự.
Ngày 6 tháng 3 năm 1984, Hội đồng Bộ trưởng ban hành Quyết định 36-HĐBT. Theo đó, chia xã Thường Phước thành hai xã lấy tên là xã Thường Phước 1 và xã Thường Phước 2.
Ngày 10 tháng 1 năm 2019, Ủy ban thường vụ Quốc hội ban hành Nghị quyết số 625/NQ-UBTVQH14 (nghị quyết có hiệu lực từ ngày 1 tháng 3 năm 2019). Theo đó:
- Điều chỉnh 1,43 km² diện tích tự nhiên và 2.651 người của xã Thường Phước 2 vào xã Thường Thới Tiền
- Điều chỉnh 16,16 km² diện tích tự nhiên và 507 người của xã Thường Thới Tiền vào xã Thường Phước 2.

Sau khi điều chỉnh địa giới hành chính, xã Thường Phước 2 có 30,04 km² diện tích tự nhiên, dân số là 8.840 người.